# Цане Фирауновић
Станојло „Цане“ Фирауновић (Шабац, 24. мај 1925 — Шабац, 3. јул 2002) био је југословенски и српски глумац.
Најпознатија његова улога је у серији Отписани где је глумио немачког официра Кенига. Имао је мање улоге у познатим серијама Врућ ветар, Срећни људи и Породично благо. Био је члан шабачког позоришта.

## Улоге
| Год.       | Назив                          | Улога               |
| ---------- | ------------------------------ | ------------------- |
| 1960.-те   |                                |                     |
| 1963.      | Безазлене душе                 |                     |
| 1963.      | Промаја (серија)               |                     |
| 1970.-те   |                                |                     |
| 1974.      | Партизани (ТВ серија)          |                     |
| 1974.      | Партизани                      | Шулер               |
| 1974.      | Отписани                       | Кениг               |
| 1978.      | Повратак отписаних (ТВ серија) | Кениг               |
| 1978.      | Жестоке године                 |                     |
| 1980.-те   |                                |                     |
| 1980.      | Врућ ветар                     | Конобар             |
| 1981.      | Седам секретара СКОЈ-а         |                     |
| 1990.-те   |                                |                     |
| 1993.      | Срећни људи                    | Економ              |
| 1997.      | Горе Доле                      | Пензионисани доктор |
| 1998–2001. | Породично благо                | судски послужитељ   |